# Дальсландська складчастість
Дальсландська складчастість — складчастість гірських порід, що корелює з гренвільською складчастістю.
Дальсландська складчастість проявлена на південному-заході Швеції і на півдні Норвегії.
Дальсландський комплекс порівняно слабко метаморфізованих порід прорваний ґранітами з абсолютним віком 950—1000 млн років.